# أنساتز

## Ansatz
Ansatz في الفيزياء والرياضيات /ˈænsæts/ ، المعنى: "الوضع الأولي للأداة في قطعة العمل"، الجمع ansätze /ˈænsɛtsə/ ;تُلفظ بالألمانية: [ˈʔanzɛtsə]  ( سماع) هو تخمين مدروس أو افتراض إضافي يُوضَعُ للمساعدة في حل مشكلة ما، والذي يمكن التحقق لاحقًا من أنه جزء من الحل من خلال نتائجه.

## استخدام
Ansatz هو إنشاء معادلة (معادلات) البداية، أو النظرية (النظريات)، أو القيمة (القيم) التي تصف مشكلة أو حلاً رياضياً أو فيزيائياً. عادةً ما يوفر تقديراً أولياً أو إطاراً لحل مشكلة رياضية، ويمكن أيضاً أن يأخذ في الاعتبار الشروط الحدودية (في الواقع، يُنظر إلى Ansatz أحيانًا على أنها "إجابة تجريبية" وتقنية مهمة في الحل المعادلات التفاضلية ).
بعد إنشاء ansatz، الذي لا يشكل أكثر من مجرد افتراض، تُحَلّ المعادلات بشكل أكثر دقة بالنسبة للوظيفة العامة للفائدة، والتي تشكل بعد ذلك تأكيداً للافتراض. في جوهر الأمر، يقوم Ansatz بوضع افتراضات حول شكل الحل لمشكلة ما لتسهيل العثور على الحل.
لقد ثبت أنه يمكن تطبيق تقنيات التعلم الآلي لتوفير تقديرات أولية مماثلة لتلك التي اخترعها البشر ولاكتشاف تقديرات جديدة في حالة عدم توفر Ansatz.

## أمثلة
بالنظر إلى مجموعة من البيانات التجريبية التي يبدو أنها متجمعة حول خط ما، يمكن إجراء تحليل خطي للعثور على معلمات الخط من خلال تناسب منحنى المربعات الصغرى. تستخدم طرق التقريب المتغير ansätze ثم تناسب المعلمات.
مثال آخر يمكن أن يكون معادلات توازن الكتلة والطاقة والإنتروبيا التي تعتبر متزامنة لأغراض العمليات الأولية للجبر الخطي، وهي الحل لمعظم المشاكل الأساسية للديناميكا الحرارية.
مثال آخر على هو افتراض أن حل معادلة تفاضلية خطية متجانسة يأخذ شكلاً أسياً، أو شكل قوة في حالة المعادلة الفرقية. وبشكل أكثر عمومية، يمكن للمرء تخمين حل معين لنظام من المعادلات، واختبار هذا الحل عن طريق استبدال الحل مباشرة في نظام المعادلات. في كثير من الحالات، يكون الشكل المفترض للحل عاماً بدرجة كافية بحيث يمكن أن يمثل وظائف عشوائية، بحيث تكون مجموعة الحلول الموجودة بهذه الطريقة هي مجموعة كاملة من جميع الحلول.

## أنظر أيضا
- طريقة المعاملات غير المحددة
- الاستدلال بايزي
- بيث أنساتز
- الكتلة المقترنة ، وهي تقنية لحل مشكلة الجسم المتعدد التي تعتمد على Ansatz الأسي
- مشكلة ترسيم الحدود
- تقديري
- إرشادي
- فرضية
- المحاولة و الخطأ
- حبل أفكار